# Continuum (serial)
Continuum este un serial de televiziune canadian science-fiction în care joacă actrița Rachel Nichols și care a avut premiera la Showcase la 27 mai 2012. Primul sezon are 10 episoade.

## Prezentare
Vancouver City Protective Services (CPS) Protector Kiera Cameron (Rachel Nichols) este transportată din 2077 în 2012 atunci când un grup de teroriști din timpul ei scapă în prezentul nostru. Pentru a-i urmări și a-i opri să pună în pericol trecutul, Kiera se alătură forțelor de poliție locale și se folosește de aptitudinile unui tânăr geniu tehnician, Alec Sadler (Erik Knudsen). Cu toate acestea, viitorul în 2077 este  unul distopic în care un singur guvern mondial s-a prăbușit și mega-corporații domină planeta, introducând o severă supraveghere a populației într-un stat polițienesc și înlăturând multe drepturi sociale fundamentale ale omului. Dilema morală din prezent este că cei opt teroriști din 2077 (care se autointitulează "Liber8"), deși recunosc că au omorât sute de oameni, se consideră luptători pentru libertate împotriva regimului corporatist orwellian care domină viitorul.  

## Actori

### Principali
- Rachel Nichols este Kiera Cameron
- Victor Webster este Carlos Fonnegra
- Erik Knudsen este Alec Sadler (2012)
- Brian Markinson este Inspector Dillon
- Jennifer Spence este Betty Robertson
- Richard Harmon este Julian Randol

### Secundari
- Roger Cross este Travis Verta
- Lexa Doig este Sonya Valentine
- Omari Newton este Lucas Ingram
- Luvia Petersen este Jasmine Garza
- Tony Amendola este Edouard Kagame
- Terry Chen este Curtis Chen
- Stephen Lobo este Matthew Kellog
- William B. Davis este Alec Sadler (2077)
- John Reardon este Greg Cameron
- Sean Michael Kyer este Sam Cameron
- Caitlin Cromwell este Elena
- Janet Kidder este Ann Sadler
- Michael Rogers este Roland Randol
- Beatrice Sallis este Kagame's Mother